# Liga Nacional de Hockey Hielo 2022-23
La Liga Nacional de Hockey sobre Hielo 2022-23 fue la 52.ª edición de la liga española de hockey sobre hielo, máxima categoría a nivel nacional, donde compiten siete equipos.

## Equipos
| Equipo                        | Localidad     | Estadio                           | Capacidad |
| ----------------------------- | ------------- | --------------------------------- | --------- |
| Club Hielo Jaca               | Jaca          | Pabellón de Hielo de Jaca         | 2000      |
| Club Hockey Hielo Txuri Urdin | San Sebastián | Palacio del Hielo Txuri Urdin     | 800       |
| Club Gel Puigcerdà            | Puigcerdá     | Club Poliesportiu Puigcerdà       | 1450      |
| FC Barcelona                  | Barcelona     | Palau de Gel                      | 1256      |
| Kosner CH Huarte              | Pamplona      | Palacio de Hielo de Huarte        | 500       |
| Milenio Panthers              | Logroño       | Centro Deportivo Municipal Lobete | 624       |
| SAD Majadahonda               | Majadahonda   | Pista de hielo La Nevera          | 250       |

## Clasificación
|                                                                            | Equipo                   | Pts. | J  | G  | PGP | P  | PPP | GF  | GC  | PIM |
| -------------------------------------------------------------------------- | ------------------------ | ---- | -- | -- | --- | -- | --- | --- | --- | --- |
| 1                                                                          | CH Jaca                  | 51   | 18 | 17 | 0   | 1  | 0   | 108 | 38  | 234 |
| 2                                                                          | Barça Hockey Gel         | 42   | 18 | 14 | 0   | 4  | 0   | 119 | 59  | 276 |
| 3                                                                          | SH Majadahonda           | 28   | 18 | 8  | 2   | 8  | 0   | 96  | 82  | 273 |
| 4                                                                          | CG Puigcerda             | 27   | 18 | 8  | 1   | 8  | 1   | 110 | 98  | 268 |
| 5                                                                          | Kosner Club Hielo Huarte | 19   | 18 | 6  | 0   | 11 | 1   | 73  | 97  | 376 |
| 6                                                                          | CHH Txuri Urdin          | 19   | 18 | 6  | 0   | 11 | 1   | 83  | 86  | 297 |
| 7                                                                          | Milenio Panthers         | 3    | 18 | 1  | 0   | 17 | 0   | 41  | 170 | 352 |
| Fuente: Federación Española de Deportes de Hielo; actualización automática |                          |      |    |    |     |    |     |     |     |     |

## Playoffs
El ganador se decide mediante un playoff en el que participan los cuatro primeros clasificados:
|  | Semifinales      | Semifinales |                  |         | Final | Final |  |
|  |                  |             |                  |         |       |       |  |
|  |                  |             |                  |         |       |       |  |
|  | CH Jaca          | 2           |                  |         |       |       |  |
|  | CH Jaca          | 2           |                  |         |       |       |  |
|  | CG Puigcerda     | 0           |                  |         |       |       |  |
|  | CG Puigcerda     | 0           |                  | CH Jaca | 3     |       |  |
|  |                  |             |                  | CH Jaca | 3     |       |  |
|  |                  |             | Barça Hockey Gel | 2       |       |       |  |
|  | Barça Hockey Gel | 2           | Barça Hockey Gel | 2       |       |       |  |
|  | Barça Hockey Gel | 2           |                  |         |       |       |  |
|  | SH Majadahonda   | 0           |                  |         |       |       |  |
|  | SH Majadahonda   | 0           |                  |         |       |       |  |
|  |                  |             |                  |         |       |       |  |